# Eupteryx occidentalis
Eupteryx occidentalis är en insektsart som beskrevs av Irena Dworakowska 1976. Eupteryx occidentalis ingår i släktet Eupteryx och familjen dvärgstritar.
Artens utbredningsområde är Kamerun. Inga underarter finns listade i Catalogue of Life.